# Бистрик (Райгородоцька сільська громада)
Бистрик — село в Україні, у Райгородоцькій сільській територіальній громаді Бердичівського району Житомирської області. Кількість населення становить 991 особу (2001). У 1923—2020 роках — адміністративний центр однойменної сільської ради.

## Розташування
Розташоване на лівому березі річки Гнилоп'ять, за 5 км південніше районного центру м. Бердичева, за 8 км до найближчої залізничної станції Бердичів.

## Населення
У 1864 році кількість мешканців села становила 530 осіб, всі — православні, у 1885 році в селі нараховувалося 623 мешканці та 79 дворів.
За переписом 1897 року кількість мешканців зросла до 1047 осіб (515 чоловічої статі та 532 — жіночої), з яких 962 — православної віри. У 1900 році налічувалося 1 015 осіб, з них: 507 чоловіків та 508 жінок, або, за іншими даними, 884 мешканці та 130 дворів.
Відповідно до перепису населення СРСР, на 17 грудня 1926 року чисельність населення становила 1 401 особу, з них за статтю: чоловіків — 654, жінок — 747; етнічний склад: українців — 1 351, росіян — 4, євреїв — 5, поляків — 41. Кількість домогосподарств — 312, з них, несільського типу — 3.
Станом на 1972 рік, кількість населення становила 1 146 осіб, дворів — 427.
Відповідно до результатів перепису населення СРСР, кількість населення, станом на 12 січня 1989 року, становила 1 043 особи, станом на 5 грудня 2001 року, відповідно до перепису населення України, кількість мешканців села становила 991 особу.

### Мова
Розподіл населення за рідною мовою за даними перепису 2001 року:
| Мова       | Відсоток |
| ---------- | -------- |
| українська | 98,28 %  |
| російська  | 1,21 %   |
| білоруська | 0,30 %   |
| молдовська | 0,10 %   |
| циганська  | 0,10 %   |

## Історія
На околицях Бистрика виявлено залишки поселень: трипільської культури, доби бронзи, 2 скіфського періоду, 2 черняхівської культури та давньоруське. Трипільське поселення розташоване поблизу села. Пам'ятка належить до пізнього трипілля етапу С (за М. М. Шмаглієм).
Засноване перед 1593 роком, на бердичівських слобідських землях, що належали Тишкевичам. Перша письмова згадка про село належить до 1593 року. У визвольній війні 1648—1657 років селяни воювали в загонах Максима Кривоноса з військом шляхетської Польщі. Згадується в люстрації Київського воєводства 1754 року, належало до Бердичева, сплачувало 17 злотих і 6 грошів до замку та 68 злотих і 24 гроші до скарбу.
В середині 19 століття — село Бердичівського повіту, при впадінні струмка Клітенка до річки Гнилоп'ять, за 3 версти від Бердичева. Волосне та поліційне управління розміщувалося в Бердичеві. Церква — парафіяльна, дерев'яна, час будівництва невідомий, землі 49 десятин. Площа земель села — 2 215 десятин, першокласний чорнозем. Перебувало у власності колишнього начальника кріпацького столу Київської цивільної палати Анастасія Давидовського, раніше належало княгині Радзивілл. Маєток викуплено поміщицею Давидовською у 1853 році. З нього, у 1863 році, селянами викуплено 485 десятин за 25 тис. рублів. У селі були залишки стародавніх валів та городища.
Станом на 1885 рік — власницьке село, центр Бистрицької волості Бердичівського повіту Київської губернії, існували православна церква, школа, постоялий будинок, 3 водяних млини, винокурний завод.
В кінці 19 століття — власницьке село, центр Бистрицької волості Бердичівського повіту. Відстань до центру повіту, де розміщувалася найближча поштово-телеграфна та поштова (земська) станції — 3 версти, до найближчої залізничної станції (Бердичів) — 4 версти. Основним заняттям мешканців було рільництво, крім цього, окремі селяни підробляли на залізниці та наймалися як прислуга. Землі — 1 415 десятин: поміщикам належало 648 дес., селянам — 719 дес. та 48 дес. — церквам. Власність чотирьох доньок А. Давидовського, частина з котрої перебувала в оренді; господарство велося за трипільною системою. В селі була православна церква, церковно-приходська школа, паровий та водяний млини, круподерня. Пожежна команда утримується селянами, має дві бочки, два багри та два відра.
У 1923 році увійшло до складу новоствореної Бистрицької сільської ради, котра, від 7 березня 1923 року, стала частиною новоутвореного Бердичівського (згодом — Махнівський) району Бердичівської округи; адміністративний центр ради. 17 червня 1925 року, відповідно до постанови ВУЦВК та РНК УСРР «Про адміністраційно-територіяльне переконструювання Бердичівської й суміжних з нею округ Київщини, Волині й Поділля», село, в складі сільської ради, передане до новоствореного Бердичівського району. Відстань до районного центру та окружного центру в Бердичеві — 3 версти, до залізничної станції «Бердичів» — 5 верст.
15 вересня 1930 року, внаслідок ліквідації Бердичівського району, село, в складі сільської ради включене до приміської смуги Бердичівської міської ради, 28 червня 1939 року повернуте до відновленого, в складі Житомирської області, Бердичівського району.
В Другій світовій війні воювали 515 селян, всі нагороджені орденами й медалями, 127 чоловік загинули. На честь загиблих воїнів у 1965 році споруджено пам'ятник.
За радянських часів у селі розташовувалась центральна садиба колгоспу. Кількість сільськогосподарських угідь села Бистрика становила 1 641,6 га, у тому числі орної землі 1 558,7 га. У селі працювала школа, будинок культури, бібліотека, відділення зв'язку, медпункт, дитячий садок.
У 2020 році територію та населені пункти Бистрицької сільської ради, відповідно до розпорядження Кабінету Міністрів України № 711-р від 12 червня 2020 року «Про визначення адміністративних центрів та затвердження територій територіальних громад Житомирської області», включено до складу Райгородоцької сільської територіальної громади Бердичівського району Житомирської області.

## Відомі люди
- Богун Гаврило Григорович (1901—1981) — український радянський краєзнавець, фольклорист.
- Ковтун Сергій Леонтійович (1971—2015) — молодший сержант Збройних сил України, учасник російсько-української війни.